# Quartiere di Anse-la-Raye
Il quartiere di Anse-la-Raye è uno degli 11 quartieri in cui è divisa l'isola di Saint Lucia.
Il territorio ha una superficie di 31 km² ed una popolazione di 6.495 abitanti (censimento 2001).
Confina a nord e ad est con il quartiere di Castries, a sud con il quartiere di Soufrière e ad ovest con il mar dei Caraibi.
Il principale centro abitato è Anse-la-Raye (1.405 abitanti).